# Luís III, Duque de Anjou
Luís III (Angers, 25 de setembro de 1403 — Calábria, 12 de novembro de 1434) foi rei titular de Nápoles, conde da Provença, de Focalquier, do Piemonte e do Maine, duque de Anjou e, a partir de 1426, da Calábria.

## Biografia
Era o mais velho e o herdeiro de Luís II, duque de Anjou, e de Iolanda de Aragão. Eram seus irmãos Maria de Anjou, rainha consorte de Carlos VII da França; Renato, conde de Guise; Iolanda de Anjou, primeira esposa de Francisco I, duque da Bretanha; Carlos, futuro conde do Maine.
Em 1410, o trono de Aragão ficou vago com a morte do rei Martim. A mãe de Luís, Iolanda, filha do rei João I de Aragão, o antecessor de Martim I, reivindicou o trono em nome de Luís, então com seis anos de idade. Todavia, embora muito obscuras, as leis de sucessão aragonesas davam preferência a todo parente homem a qualquer mulher (foi assim que o tio de Iolanda, Martim, herdou o trono). Martim morreu sem descendentes legítimos, e depois de dois anos de interregno, os estados de Aragão, pelo Compromisso de Caspe, em 1412, escolheram o infante Fernando de Castela, outro sobrinho de Martim, o segundo filho varão de sua irmã Leonor de Aragão e João I de Castela. Iolanda e seus filhos, no entanto, consideravam-se os herdeiros de mais direito, e passaram a usar o título de reis de Aragão.
O papa Martim V investiu-o, em 4 de dezembro de 1419, como "rei da Sicília" (Nápoles), em oposição à vontade da rainha Joana II, a qual, sem filhos, adotara Afonso V de Aragão como seu herdeiro. Em 1420, Luís desembarcou em Campânia e cercou Nápoles, mas teve que se retirar com a chegada da frota aragonesa. Afonso entrou na cidade em 1421, e Luís perdeu o apoio do papa, cansado pelos custos da guerra. Contudo, com o detrimento das relações entre Afonso e Joana após a prisão do amante e primeiro-ministro da rainha, Giovanni Caracciolo, a monarca mudou-se para Aversa, onde se aliou a Luís. Este foi adotado e nomeado herdeiro, recebendo o título de duque da Calábria. Quando Afonso teve que retornar para a Espanha, o reino estava pacificado. Luís mudou-se para seu feudo na Calábria, onde viveu com sua esposa, Margarida de Saboia, filha Amadeu VIII de Saboia.
Infelizmente, Luís jamais chegou a ser rei efetivamente, pois faleceu de malária, em Cosenza, meses antes de Joana II. Como não teve filhos, sua herança foi passada a seu irmão, o conde de Guise, que foi coroado Renato I de Nápoles. Margarida de Saboia permaneceu viúva por mais de dez anos, casando-se novamente com Luís, futuro Eleitor do Palatinato, e foi mãe de Filipe do Palatinado. Viúva mais uma vez, uniu-se a Ulrico V, conde de Vutemberga-Estugarda, de quem teve mais três filhas.